# Reynoldsburg
Reynoldsburg és una població dels Estats Units a l'estat d'Ohio. Segons el cens del 2000 tenia 32.069 habitants.

## Demografia
Segons el cens del 2000, Reynoldsburg tenia 32.069 habitants, 12.849 habitatges, i 8.801 famílies. La densitat de població era de 1.170,3 habitants/km².
Dels 12.849 habitatges en un 34,8% hi vivien nens de menys de 18 anys, en un 52,8% hi vivien parelles casades, en un 12,3% dones solteres, i en un 31,5% no eren unitats familiars. En el 25,8% dels habitatges hi vivien persones soles el 7,2% de les quals corresponia a persones de 65 anys o més que vivien soles. El nombre mitjà de persones vivint en cada habitatge era de 2,49 i el nombre mitjà de persones que vivien en cada família era de 3,01.
Per edats la població es repartia de la següent manera: un 26,6% tenia menys de 18 anys, un 8% entre 18 i 24, un 31,9% entre 25 i 44, un 23,4% de 45 a 60 i un 10,1% 65 anys o més.
L'edat mediana era de 35 anys. Per cada 100 dones de 18 o més anys hi havia 87 homes.
La renda mediana per habitatge era de 51.108 $ i la renda mediana per família de 60.183 $. Els homes tenien una renda mediana de 40.608 $ mentre que les dones 30.448 $. La renda per capita de la població era de 23.388 $. Aproximadament el 4,4% de les famílies i el 5,5% de la població estaven per davall del llindar de pobresa.

## Poblacions més properes
El següent diagrama mostra les poblacions més properes.